# Friedrich von Flotow
Friedrich von Flotow (Sanitz, 27 aprile 1812 – Darmstadt, 24 gennaio 1883) è stato un compositore tedesco.
È ricordato soprattutto per la sua opera Martha: titolo ora raramente allestito, ma celebre fra la fine del XIX secolo e l'inizio del XX. La sua seconda opera più importante fu l'Alessandro Stradella, del 1844.

## Biografia
Flotow nacque nella tenuta paterna di Teutendorf a Sanitz nel Meclemburgo, da una famiglia aristocratica. Studiò al Conservatorio di Parigi, accogliendo le influenze stilistiche di Auber, Rossini, Meyerbeer, Donizetti, Halévy e, più tardi, di Gounod ed Offenbach.
Scrisse la sua prima opera nel 1835, Pierre et Cathérine, ma il successo arrivò con Le naufrage de la Méduse (1839). Martha, il titolo più fortunato, vide la luce a Vienna presso il Theater am Kärntnertor Wien il 25 novembre 1847. 

Complessivamente scrisse ventinove opere, tradotte in italiano, francese e inglese per raggiungere un pubblico più vasto. Nonostante ciò, all'inizio del XX secolo, la sua musica era caduta nell'oblio.
La sua aria più famosa è Ach, so fromm dalla Martha, nella sua versione italiana "M'apparì". L'opera romantica Alessandro Stradella in tre atti, ispirata all'avventurosa vita del compositore, ebbe anch'essa un discreto successo. Un'altra opera da ricordare, attualmente pressoché sconosciuta, è "L'Ombra".
Dal 1856 al 1863 svolse le funzioni di Intendente del Teatro di corte a Schwerin e passò gli ultimi anni della sua vita a Parigi e Vienna, mentre le sue opere venivano messe in scena anche a San Pietroburgo e Torino.
La tesi secondo cui il suo stile sarebbe puramente francese è superata: in realtà, Flotow concilia quello italiano (per esempio il melodismo delle arie) con quello tedesco (la strumentazione raffinata).